# Barwniki azowe
Barwniki azowe – organiczne związki chemiczne z grupy azozwiązków. Na skalę produkcyjną uzyskiwane są ze związków diazowych i fenolu. Znajdują zastosowanie w przemyśle jako barwniki. Są stosowane w farbiarstwie włókienniczym oraz w produkcji lakierów i farb. Niektóre związki azowe (np. oranż metylowy) są wykorzystywane w analizie chemicznej jako wskaźniki.
Barwniki azowe wykorzystywanie są także w przemyśle spożywczym, np. tartrazyna (E102), żółcień pomarańczowa FCF (E110), azorubina (E122), czerwień koszenilowa A (E124), czerwień Allura AC (E129).

## Działanie niepożądane barwników azowych
Barwniki azowe mogą spowodować nasilenie objawów nietolerancji salicylanów (np. aspiryny). Ponadto są czynnikiem wyzwalającym histaminę, przez co mogą nasilić objawy astmy, a także spowodować skurcze macicy u kobiet w ciąży, powodując poronienie. Dodatkowo, w połączeniu z benzoesanami, mogą powodować wystąpienie nadpobudliwości u dzieci. Nawet u osób nieuczulonych mogą być przyczyną pokrzywki.
Wiele barwników azowych podejrzewanych jest o działanie rakotwórcze.